# اقلیم مرکزی
اقلیم مرکزی (انگلیسی: Climate Central) اقلیم مرکزی یا یک سازمان خبری غیرانتفاعی است که به تجزیه و تحلیل اطلاعات علمی دربارهٔ تغییرات اقلیم می‌پردازد. این سازمان متشکل از دانشمندان و روزنامه‌نگارانی است، که در مورد مسائل مربوط به تغییرات اقلیم و انرژی تحقیقات می‌کنند و گزارشات تولید شده آنها به وسیله وب‌سایت و شرکای مطبوعاتی‌شان منتشر می‌شود. اقلیم مرکزی در منابع خبری مانند نیویورک تایمز، آسوشیتدپرس، رویترز، اخبار شبانه ان بی سی، تایم، رادیو عمومی ملی، پی بی اس، ساینتیفیک امریکن و واشینگتن پست انعکاس یافته است.

## تاریخچه
در سال ۲۰۰۵ در کنفرانسی که توسط دانشکده جنگل‌داری و مطالعات زیست‌محیطی ییل در آسپن، کلرادو برگزار شد، بیش از صد دانشمند، سیاست‌گذار، روزنامه‌نگار، بازرگانان عمده، رهبران مذهبی و جامعه مدنی به نیاز و ضرورت حیاتی به یک منبع معتبر مرکزی جهت دسترسی به اطلاعات مربوط به تغییرات اقلیمی دست یافتند.
گروه وسیعی از کارشناسان اقلیم بعداً این نیاز را در جلسه نوامبر ۲۰۰۶ نیویورک که توسط جیمز گوستاو اسپث، رئیس دانشکده جنگل‌داری برگزار شد، تأیید کردند. تقریباً در همان زمان، در پالو آلتو، کالیفرنیا، پروژه ساعت یازدهم با مأموریت عمومی کردن اطلاعات قابل اعتماد در مورد راه حل‌های گرمایش جهانی، با استفاده از توانمندی دانشمندان، کارآفرینان و مخترعان تغییر وضعیت فهرست محتویات سیلیکون‌ولی شروع به سازماندهی کرد.
این سازمان همچنین از کلاس‌هایی برای هواشناسان حمایت می‌کند و گرافیک‌های اقلیمی را جهت استفاده در اختیار ایستگاه‌های تلویزیونی هواشناسی قرار می‌دهد. این کار تا حدی به دلیل استقبال از علم تغییر اقلیم در میان پیش‌بینی‌کنندگان هواشناسی محلی و تمایل آن‌ها برای اشتراک‌گذاری آنها در برنامه‌های خود انجام می‌شود.
رئیس، مدیر عامل و دانشمند ارشد بنیامین اشتراوس است که در آوریل ۲۰۱۸ جایگزین پائول هانله گردید.